# المدارس الإعدادية
المدرسة الإعدادية (عادةً ما يتم اختصارها إلى المدرسة الإعدادية أو المدرسة المتوسطة ) و هي المدرسة التي يرتادها الطلاب قبل الذهاب للدارس الثانوية . يشير مصطلح المدرسة الإعدادية إلى المدارس العامة أو الخاصة المستقلة أو الداخلية المصممة أساسًا لإعداد و تجهيز الطلاب للتعليم الثانوية .